# 마쓰쿠라역
마쓰쿠라역(일본어: 松倉駅)은 일본 이와테현 가마이시시에 위치한 동일본 여객철도 가마이시 선의 철도역이다. 단선 승강장 1면 1선의 구조를 갖춘 지상역이다.

## 역 주변
- 국도 제283호선
- 가마이시 시 육상 경기장

## 역사
- 1945년 6월 15일 : 개업.
- 1970년대 : 업무위탁화.
- 1983년 3월 10일 : 무인화.
- 1987년 4월 1일 : 일본국유철도 분할 민영화에 의해, 동일본 여객철도가 승계.

## 인접 역
| 동일본 여객철도 가마이시 선 | 동일본 여객철도 가마이시 선   | 동일본 여객철도 가마이시 선 |
| --------------------------- | ----------------------------- | --------------------------- |
| 도노 모리오카 방면          | ■ 가마이시 선 쾌속 '하마유리' | 고사노 가마이시 방면        |
| 도센 하나마키 방면          | ■ 가마이시 선 보통            | 고사노 가마이시 방면        |